# Casey Francisco
Casey Francisco (21 augustus 1976) is een Filipijns-Nederlandse musicalactrice Ze was onder andere te zien in Miss Saigon, Rent, Oliver en in Jesus Christ Superstar. 
Ze volgde enkele opleidingen op de Filipijnen, ze kreeg daar zanglessen van Jai Sabas Aracama en danslessen van Jojo Lucila. Francisco kreeg ook zanglessen van Marty Beck in Stuttgart en Rob Stallinga en danslessen van Patrick Kiens. Ook volgde ze onder leiding van Henny Kaan en Judith Brokking acteerworkshops en -training.

## Biografie
Francisco had een gastrol in Kees & Co en was te zien in ShowBizCity en deed mee aan Musicals in Concert 2, Musicals in Ahoy I en II en de concerttour van Danny de Munk: De Munk Live! Ook nam ze deel aan de theatershow A Tribute To The Bee Gees.
In de Filipijnen won ze in 1991 de prijs voor Best Children's Host en kreeg daar in 1996 de prijs voor Best Original Picture Theme. In Nederland werd ze in 2006 genomineerd voor een John Kraaijkamp Musical Award voor haar rol in Jesus Christ Superstar.
Francisco was te zien in de musical Miss Saigon, zowel in Nederland als Duitsland, als alternate Kim. Verder was ze te zien in Oliver! als Nancy, in Rent als Joanne Jefferson en in Titanic de Musical als Madame Aubert, 
Kate Mullins en als understudy Ida Strauss. In de Drie Musketiers speelde ze in het ensemble en was ze understudy voor de rol van koningin Anna. Ze speelde de rol van Maria Magdalena in Jesus Christ Superstar. In 2006 nam ze de rol van Mevrouw Pot over van Mariska van Kolck in Beauty and the Beast en speelde hierna de rol van Mabel in de Engelstalige Fame. In juni 2008 speelde ze in de M-Lab productie Joe - De Hemel Kan Wachten. Hierna was ze onder andere te zien in de Disney Sing-a-long en de musical Crazy Shopping van Stardust Entertainment. 
Ze heeft een relatie gehad met Mike Schäperclaus

## Theater
- 1994: Miss Saigon (alternate Kim, Stuttgart)
- 1996-1999: Miss Saigon (alternate Kim)
- 1999-2000: Oliver! (ensemble, understudy Nancy)
- 2000-2001: Rent (Joanne Jefferson)
- 2001-2002: Titanic (Mme Aubert, Kate Mullins, understudy Ida Straus)
- 2002: Musicals in Ahoy 2002
- 2003-2004: 3 Musketiers (ensemble, understudy Koningin Anna)
- 2004: Musicals in Concert 2
- 2004: Danny De Munk Live
- 2005-2006: Jesus Christ Superstar (Maria Magdalena)
- 2006-2007: Belle en het Beest (Mevrouw Pot)
- 2007-2008: Fame, de musical (Mabel)
- 2008: Tribute to the Bee Gees
- 2008: Joe, de hemel kan wachten
- 2008-2009: Dinnershow of Dreams
- 2009-2010: Disney Musical Sing Along
- 2010: Jesus Christ Superstar concertante (Maria Magdalena)
- 2010: Crazy Shopping - The Musical
- 2011: Soul and Discobrothersl (soliste).
- 2011: Jesus Christ Superstar concertante (Maria Magdalena)
- 2011: Musical Gone Mad (soliste)
- 2011-2012: Soulsisters (soliste)
- 2012-2013: Aida Cruises (soliste)
- 2012-2013: Soulsisters (soliste)
- 2013: Jesus Christ Superstar concertante (Maria Magdalena)

## Trivia
- 1991: Best Children's show host
- 1996: Titelsong Filipijnse film Magic Temple
- 2006: Nominatie Musical Award vrouwelijke hoofdrol (Jesus Christ Superstar)
- 2006: Nominatie Vlaamse Musical Prijs vrouwelijke hoofdrol (Jesus Christ Superstar)